# Тетракозактид
Тетракозактид  — синтетический аналог АКТГ, препарат, который состоит из первых 24 аминокислот природного кортикотропина человека и имеет все его фармакологические свойства.

## Фармакологическое действие
Тетракозактид стимулирует в коре надпочечников с нормальной функцией синтез ГКС и МКС, и в меньшей степени андрогенов, оказывает противоаллергическое, противовоспалительное и иммунодепрессивное действие, тормозит развитие соединительной ткани, влияет на жировой, белковый, углеводный, а также минеральный обмен.

## Фармакокинетика
Абсорбция тетракозактида на  фосфате цинка обеспечивает замедленное высвобождение активного вещества из места внутримышечной  инъекции, обеспечивая длительное действие препарата. После внутримышечного введения 1 мг концентрация кортизола в плазме остается повышенным в течение 24-36 ч. Cmax после внутримышечного введения 1 мг в течение 12 ч - 200-300 нмоль/мл. Кажущийся объем распределения - 0.4 л/кг. Расщепляется первично эндопептидазами, такими как трипсин, фибринолизин (плазмин), тромбин и калликреин, в неактивные олигопептиды и вторично - аминопептидазами в свободные аминокислоты. После внутривенного введения полностью выводится почками в течение 24 ч. 

## Показания
Неврологические заболевания: рассеянный склероз (обострение), инфантильная миоклоническая энцефалопатия с гипаритмией. Ревматические заболевания и диффузные болезни соединительной ткани (при непереносимости перорального введения ГКС, недостаточной эффективности ГКС). Кожные заболевания: пемфигоидные заболевания кожи, экзема, псориаз (эритродермическая или пустулезная форма). Заболевания желудочно-кишечного тракта: язвенный колит, изолированный энтерит. Заболевания почек (нефротический синдром). Онкологические заболевания (для улучшения общего состояния и переносимости химиотерапии). С диагностической целью при подозрении на гипофункцию коры надпочечников (используется непролонгированный препарат). 

## Противопоказания
Гиперчувствительность, острые психозы, инфекционные заболевания (если одновременно не применяются антибиотики), язвенная болезнь желудка и 12-перстной кишки в фазе обострения, синдром Иценко-Кушинга, рефрактерная хроническая сердечная недостаточность; адреногенитальный синдром; беременность; новорожденные, недоношенные дети (бензиловый спирт в составе препарата может вызвать тяжелые отравления).

### C осторожностью
Сахарный диабет, артериальная гипертензия; бронхиальная астма (повышенный риск анафилактических реакций), миастения, неспецифический язвенный колит, дивертикулит, анастомоз кишечника, хроническая почечная недостаточность, остеопороз, склонность к тромбоэмболии. 

## Режим дозирования
Внутримышечно. Лечение начинают с ежедневного введения в течение 3 дней, с последующим переводом на интермиттирующую терапию. Взрослым: в начальной дозе - 1 мг/сут, в острых случаях и при онкологических заболеваниях - 1 мг 2 раза в сутки. Для продолжения лечения после исчезновения острых симптомов - по 1 мг каждые 2-3 дня; больным, хорошо реагирующим на лечение, с последующим снижением до 0.5 мг каждые 2-3 дня или до 1 мг/нед. Дети грудного возраста: начальная доза лечения - по 0.25 мг/сут; поддерживающая доза - 0.25 мг каждые 2-8 дней. Дети младшего возраста: начальная доза - 0.25-0.5 мг/сут, поддерживающая доза - 0.25-0.5 мг через 2-8 дней. Дети школьного возраста: начальная доза - 0.25 мг/сут; поддерживающая доза - 0.25-1 мг через 2-8 дней. Ампулу перед употреблением встряхивать. Диагностический тест с тетракозактидом: концентрацию гидроксикортикостероидов в плазме определяют до и через 30 мин после внутримышечной инъекции 0.25 мг; если концентрация гидроксикортикостероидов в плазме увеличится по крайней мере на 200 нмоль/л (70 мкг/л) и через 30 мин после инъекции будет превышать 500 нмоль/л (180 мкг/л), функцию коры надпочечников можно считать нормальной. Инфузионный тест с тетракозактидом: при неопределенном результате кратковременного теста и для определения функционального резерва коры надпочечников вводят внутривенно капельно 0.25 мг, после чего определяют динамику изменения концентраций гидроксикортикостероидов в плазме (при необходимости дополнительно определяют концентрации 17-гидроксикортикостероидов и 17-кетостероидов в суточной моче).

## Побочные эффекты
Аллергические реакции, задержка Na+ и воды, отёки, повышение артериального давления, «стероидная» миопатия, гипокалиемия, гипергликемия, остеопороз, миастения, синдром Иценко-Кушинга, снижение устойчивости к инфекциям, психические расстройства, эрозивно-язвенные поражения желудочно-кишечного тракта, пигментация кожи; гиперемия, зуд, сыпь в месте введения. У детей, получающих лечение в течение длительного времени дозами выше рекомендованных, - гипертрофия миокарда, задержка роста. 

## Особые указания
Реакции гиперчувствительности наступают, как правило, в течение первых 30 мин после инъекции. Задержка в организме Na+ и воды может быть часто предупреждена или поставлена под контроль с помощью бессолевой диеты. При длительном лечении может возникнуть необходимость в проведении заместительной терапии препаратами K+. У детей в период длительного лечения необходимо наблюдение за ростом. У детей младше 7 лет в период лечения следует регулярно проводить ЭКГ-контроль (возможность развития гипертрофии миокарда). В период лечения может потребоваться увеличение дозы гипогликемических и гипотензивных лекарственных средств. 

## Взаимодействие
Ослабляет эффект гипогликемических и гипотензивных лекарственных средств. Кетоконазол ослабляет стимулирующее влияние на надпочечники.